# BTA-6
BTA-6 (ryska: Большой Телескоп Альт-азимутальный, Bolshoi Teleskop Alt-azimutalnyi, Large Altazimuth Telescope) är ett optiskt teleskop med en diameter på 6 meter vid det speciella astrofysiska observatoriet i Zelenchuksky-distriktet på norra sidan av Kaukasus bergen i södra Ryssland.
BTA-6 uppnådde "första ljuset" i slutet av 1975, vilket gjorde att det var det största teleskopet i världen fram till 1990, när det överträffades av den delvis konstruerade Keck 1. BTA-6 hade banbrytande teknik, som nu är standard i stora astronomiska teleskop, genom att använda ett datorstyrt sk. "alt-azimuth mount".

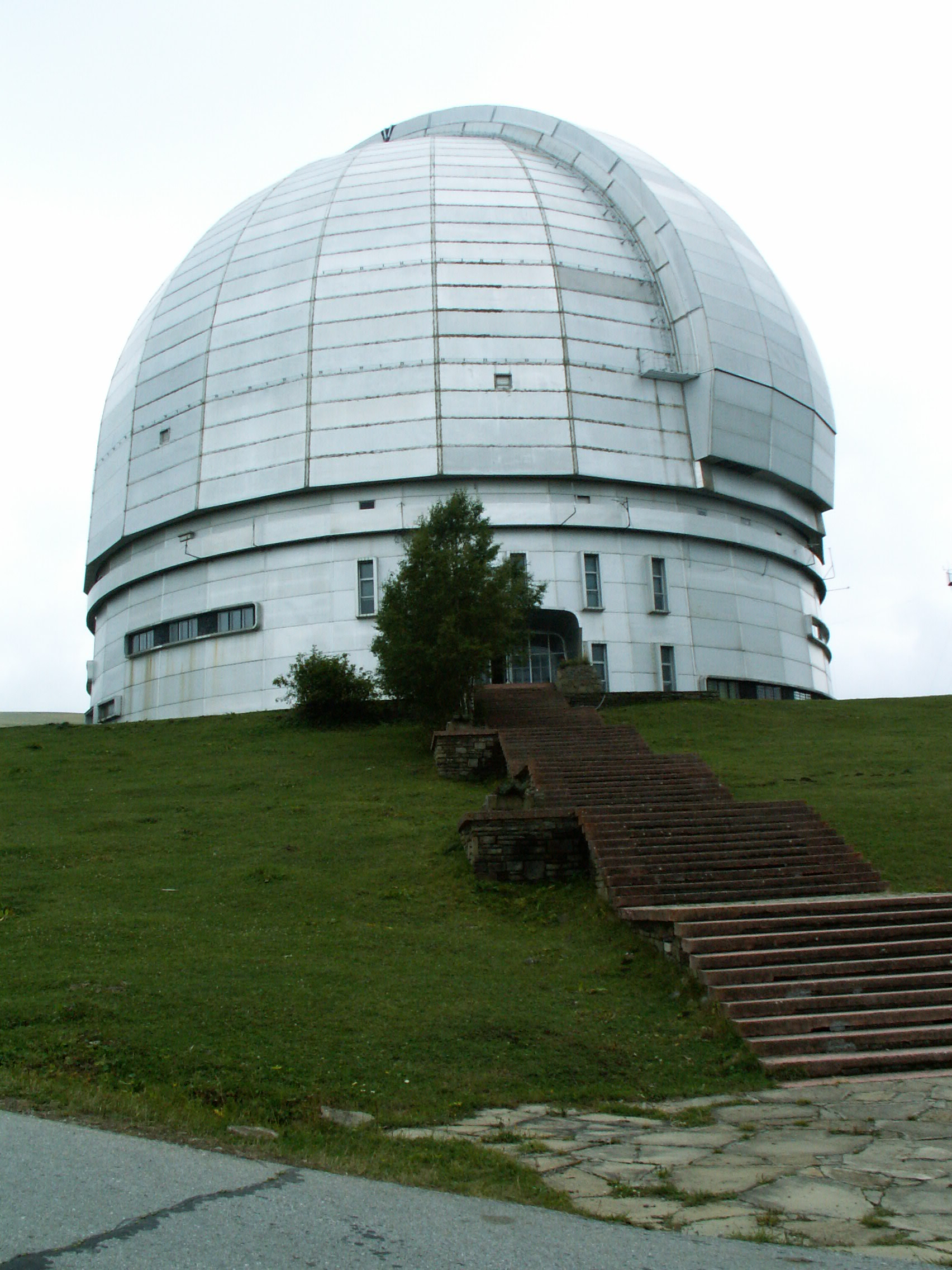
BTA-6